# Calliandra tolimensis
Calliandra tolimensis är en ärtväxtart som beskrevs av Paul Hermann Wilhelm Taubert. Calliandra tolimensis ingår i släktet Calliandra och familjen ärtväxter. Inga underarter finns listade i Catalogue of Life.